# بابا نوئل ۱۲۸۸
سیارک ۱۲۸۸ (به انگلیسی: 1288 Santa، نامگذاری:1933QM) هزار و دویست و هشتاد و هشتمین سیارک کشف شده‌است که در ۲۶ اوت ۱۹۳۳ کشف شد.
قدر مطلق سیارک برابر ۱۱٫۴۱ است.